# Korea National League 2011
Die Korea National League 2011 war die neunte Spielzeit der zweithöchsten südkoreanischen Fußballliga unter diesem Namen. Gespielt wurde in 2 Runden. Yesan FC stellte nach Ende der letzten Saison den Spielbetrieb ein. Ulsan Hyundai Mipo Dolphins FC konnte den Titel gewinnen. 

## Abschlusstabellen

### Endtabelle
| Pl. | Verein                              | Sp. | S  | U  | N  | Tore    | Diff. | Punkte |
| --- | ----------------------------------- | --- | -- | -- | -- | ------- | ----- | ------ |
| 1.  | Ulsan Hyundai Mipo Dolphins FC      | 26  | 17 | 2  | 7  | 053:340 | +19   | 53     |
| 2.  | Goyang KB Kookmin Bank FC           | 26  | 13 | 8  | 5  | 037:250 | +12   | 47     |
| 3.  | Gangneung City FC                   | 26  | 12 | 10 | 4  | 040:250 | +15   | 46     |
| 4.  | Busan Transportation Corporation FC | 26  | 11 | 8  | 7  | 029:270 | +2    | 41     |
| 5.  | Changwon City FC                    | 26  | 11 | 7  | 8  | 037:360 | +1    | 40     |
| 6.  | Incheon Korail FC                   | 26  | 11 | 6  | 9  | 029:230 | +6    | 39     |
| 7.  | Suwon City FC (M)                   | 26  | 8  | 11 | 7  | 028:230 | +5    | 35     |
| 8.  | Daejeon KHNP FC                     | 26  | 9  | 8  | 9  | 040:380 | +2    | 35     |
| 9.  | Cheonan City FC                     | 26  | 9  | 8  | 9  | 031:310 | ±0    | 35     |
| 10. | Gimhae City FC                      | 26  | 10 | 3  | 13 | 039:440 | −5    | 33     |
| 11. | Yongin City FC                      | 26  | 5  | 11 | 10 | 022:320 | −10   | 26     |
| 12. | Ansan Hallelujah FC                 | 26  | 5  | 8  | 13 | 025:420 | −17   | 23     |
| 13. | Mokpo City FC                       | 26  | 5  | 6  | 15 | 025:360 | −11   | 21     |
| 14. | Chungju Hummel FC                   | 26  | 5  | 6  | 15 | 025:440 | −19   | 21     |

| Zum Saisonende 2011: |                            |
| Qualifikation als Meister für das Meisterschafts-Finale Qualifikation als zweiter für das Halbfinale der Meisterschafts-Runde Qualifikation für die 1. Runde der Meisterschafts-Runde |                            |
| (M) | Vorjahresmeister: Suwon FC |

## Meisterschafts-Runde
An der Meisterschafts-Runde nahmen die besten 6 Teams teil. In der 1. Runde spielen die 3.- bis 6. Platzierten gegeneinander. Die beiden Gewinner dieser Runde spielen in der 2. Runde gegeneinander. Der Gewinner dieser Runde, spielte gegen den 2. Platzierten im Halbfinale um den Einzug in das Meisterschafts-Finale. Der Siegere dieses Spieles spielte im Finale gegen den 1. Platzierten. Der Gewinner des finales wurde Korea-National-League-Meister. Die Spiele wurden zwischen den 5. bis 20. November ausgetragen. 

### 1. Runde
|                   | Ergebnis |                   |
| ----------------- | -------- | ----------------- |
| Gangneung City FC | 3:2      | Incheon Korail FC |

|                                     | Ergebnis |                  |
| ----------------------------------- | -------- | ---------------- |
| Busan Transportation Corporation FC | 0:1      | Changwon City FC |

### 2. Runde
|                   | Ergebnis |                  |
| ----------------- | -------- | ---------------- |
| Gangneung City FC | 1:3      | Changwon City FC |

### Halbfinale
|                           | Ergebnis  |                  |
| ------------------------- | --------- | ---------------- |
| Goyang KB Kookmin Bank FC | 3:2 n. V. | Changwon City FC |

### Finale
Hinspiel
|                           | Ergebnis |                                |
| ------------------------- | -------- | ------------------------------ |
| Goyang KB Kookmin Bank FC | 1:1      | Ulsan Hyundai Mipo Dolphins FC |

Rückspiel
|                                | Ergebnis |                           |
| ------------------------------ | -------- | ------------------------- |
| Ulsan Hyundai Mipo Dolphins FC | 1:0      | Goyang KB Kookmin Bank FC |

### Gewinner
| Meister Korea National League 2011 |
| ---------------------------------- |
| Ulsan Hyundai Mipo Dolphins FC     |
| 3. Titel                           |

## Belege
- Spielberichte